# 남자 400m 달리기 대한민국 기록 추이
남자 400m 달리기 대한민국 기록 추이는 다음과 같다.
| # | 기록    | 차이       | 선수   | 소속     | 날짜        | 대회명                            | 개최지        | 경기장          | 주석 및 기타                     | 동영상 |
|   | 47초 29 | -          | 구본칠 | 성균관대 | 1975. 6. 11 | 제2회 아시아 육상선수권 대회      |               |                 | 종전 48초 5                      |        |
|   | 47초 12 | -          | 윤남한 | 성균관대 | 1988. 6. 11 | 제42회 전국 육상 경기 선수권 대회 | 대한민국 서울 | 올림픽 주경기장 | [ 2 ]                            |        |
|   | 46초 43 | - 0.51초 * | 손주일 | 전북대   | 1991. 6. 8  | 제45회 전국 육상 경기 선수권 대회 | 대한민국 서울 | 올림픽 주경기장 | 종전 46초 94(베이징 아시안 게임) |        |
|   | 45초 46 | - 0.97초   | 손주일 | 경찰대학 | 1994. 5. 13 | 제23회 전국종별육상경기선수권대회 | 대한민국 서울 | 올림픽 주경기장 | [ 3 ]                            |        |
|   | 45초 37 | - 0.07초   | 손주일 | 경찰대학 | 1994. 6. 17 | 제48회 전국 육상 경기 선수권 대회 | 대한민국 서울 | 올림픽 주경기장 | 1위                              |        |

## 같이 보기
- 남자 400m 달리기 세계 기록 추이
- 여자 400m 달리기 대한민국 기록 추이
- 여자 400m 달리기 세계 기록 추이